# Flying Enterprise (Fluggesellschaft)
Flying Enterprise war eine dänische Charterfluggesellschaft, die ihren Betrieb im Jahr 1965 eingestellt hat. 

## Geschichte

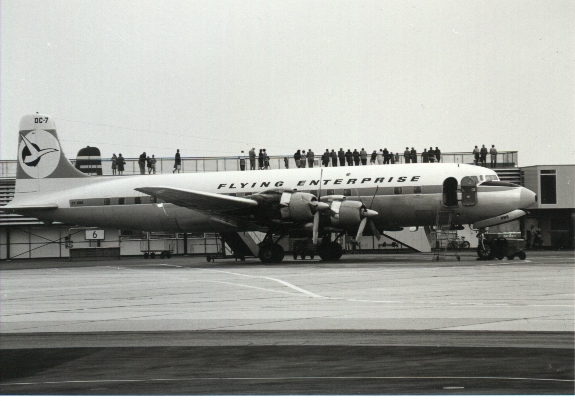
Die geleasten Douglas DC-7 der Flying Enterprise trugen unterschiedliche Bemalungen

Die Bedarfsfluggesellschaft Flying Enterprise wurde am 29. Mai 1959 in Kopenhagen  von drei ehemaligen Angestellten der Scandinavian Airlines System (SAS) gegründet. Anfänglich besaß die britische Fluggesellschaft Overseas Aviation, die bereits ein Jahr zuvor Charterflüge zwischen Kopenhagen und Palma de Mallorca durchgeführt hatte, eine 30%ige Beteiligung an dem Unternehmen. Die Betriebsaufnahme erfolgte am 23. Januar 1960 mit drei Maschinen des Typs Canadair C-4 Argonaut, die von der britischen Partnergesellschaft stammten. Zwei weitere Flugzeuge dieses Typs ergänzten im Jahr 1961 die Flotte. Anfang 1961 zog sich die wirtschaftlich angeschlagene Overseas Aviation aus dem Unternehmen zurück und veräußerte ihre Gesellschaftsanteile an die dänische Reederei Heimdal.
Flying Enterprise führte überwiegend vom Flughafen Kopenhagen-Kastrup ausgehende touristische Charterflüge (IT-Charter) nach Palma de Mallorca und zu den Kanarischen Inseln im Auftrag dänischer und schwedischer Reiseveranstalter durch.  Daneben wurden die Maschinen für Gelegenheitsflüge (Ad-hoc-Charter) unter anderem nach Großbritannien, Westdeutschland und in die Niederlande genutzt sowie zeitweise auch an andere Fluggesellschaften vermietet.
Im Jahr 1963 wurde deutlich, dass die Kapazitäten der Canadair C-4 nicht mehr ausreichten, um den gestiegenen Beförderungsbedarf der Reiseveranstalter zu erfüllen. Das Unternehmen plante die Maschinen zu verkaufen, um dadurch die Beschaffung von drei Douglas DC-7 zu finanzieren, fand aber für ihre veralteten Flugzeuge keine Interessenten. Daraufhin leaste Flying Enterprise ab Oktober 1963 zwei Douglas DC-7 von der schwedischen Svea-Flyg und lagerte ihre vier Canadair C-4 im Januar 1964 auf dem Flughafen Kopenhagen-Kastrup dauerhaft ein. Lediglich eine Maschine konnte anschließend an die britische Air Links verkauft werden.
Im April 1964 traten die Firmengründer ihre Mehrheitsbeteiligung an das Leasingunternehmen Consolidated Aircraft Corporation (Conair) ab. Von der Conair leaste die Gesellschaft im Anschluss eine weitere Douglas DC-7. Flying Enterprise setzte die drei Flugzeuge sowie eine kurzzeitig von der Osterman Air Charter gemietete Douglas DC-6 in der Sommersaison für den dänischen Reiseveranstalter Spies Rejser ein. Im Verlauf des Jahres 1964 verschlechterte sich die finanzielle Situation der Fluggesellschaft zunehmend. Obwohl die Reederei Heimdal weitere 250.000 Britische Pfund in die Flying Enterprise investierte, konnten weder die laufenden Kosten noch die offenen Leasingforderungen der Osterman Air Charter (ehemals Svea-Flyg) beglichen werden. Anfang 1965 beliefen sich die Schulden des Unternehmens auf rund 750.000 Britische Pfund. Nachdem mehrere Gläubiger Klage erhoben hatten, stellte Flying Enterprise ihren Betrieb im Februar ein und meldete am 26. März 1965 Insolvenz an.
Der Konkurs der Flying Enterprise stellte den Reiseveranstalter Spies Rejser, der dringend auf die Transportkapazitäten angewiesen war, vor erhebliche Probleme. Simon Spies, der Inhaber von Spies Rejser, erwarb daraufhin das Leasingunternehmen Consolidated Aircraft Corporation mitsamt den Flugzeugen und wandelte es im April 1965 in die Charterfluggesellschaft Conair of Scandinavia um, die ihre Maschinen zunächst ausschließlich für Spies Rejser einsetzte.

## Flotte
- Canadair C-4 Argonaut
- Douglas DC-6 (im Jahr 1964 kurzzeitig gemietet von Osterman Air Charter)
- Douglas DC-7